# Brenda Blethyn
Brenda Blethyn (Ramsgate, Kent, 20 de febrero de 1946) es una actriz británica.

## Biografía

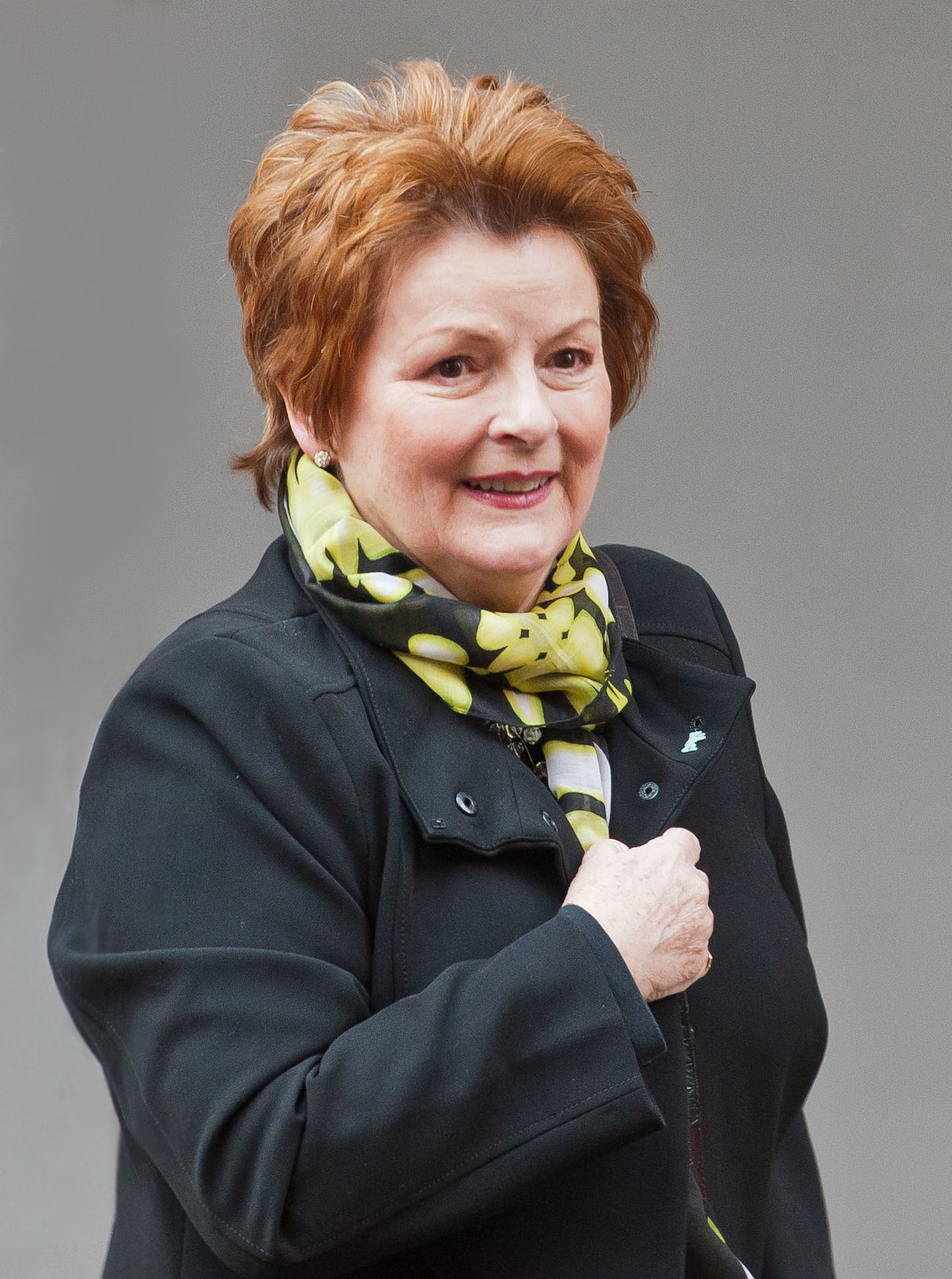
Brenda Blethyn en 2014

Brenda Blethyn nació el 20 de febrero de 1946 en Ramsgate, Kent, Reino Unido. A los veinte años inició su carrera en la British Rail y tomó clases en The Guildford School of Acting en Guildford, Surrey. Durante los años setenta trabajó asiduamente en el National Theatre.
En los años ochenta trabajó en la BBC en varias adaptaciones de William Shakespeare como el El rey Lear, donde interpretaba a Cordelia o Enrique VI, Parte 1, en la que hacía el papel de Juana de Arco.
En La maldición de las brujas (1989), adaptación de la novela de Roald Dahl, interpretó a la señora Jenkins, una mujer que consentía todos sus caprichosos a su hijo glotón, transformado por la acción de unas brujas en un ratón. Unos tres años más tarde Robert Redford la escogió para el papel de madre de Brad Pitt en El río de la vida (1992).
Mike Leigh le ofreció la oportunidad de su vida en Secretos y mentiras donde encarnaba a Cynthia, una mujer que había sido madre a los dieciséis años y que creció cuidando de su hermano menor, tras quedarse huérfanos. Tras años ocultando su traumática experiencia al dar en adopción a la niña que tuvo (Hortense), esta se presenta en su vida para conocer de cerca sus raíces, y entablar relación con ella. Cynthia, tras un ataque de pánico, decide dar una oportunidad a Hortense, descubriendo para su asombro que esta tenía su piel negra. Por esta interpretación, Brenda obtuvo la palma de oro a la mejor actriz en el Festival de Cannes. Meses más tarde recogía el Globo de Oro a la mejor actriz de drama en una noche en la que por culpa de los nervios se le rompió el broche de su vestido. A finales de enero Brenda fue candidata al Oscar a la mejor actriz -que obtuvo Frances McDormand- y en marzo también se alzaba con el BAFTA a la mejor actriz.
De esta manera Brenda abrió una nueva etapa en su carrera, asociando su imagen en varias ocasiones a las clases obreras y populares. Así en La noche de las chicas hizo el papel de Dawn, una empleada de una fábrica, enferma de cáncer que antes de morir realizaba un viaje a Las Vegas con su mejor amiga (Julie Walters). En Little Voice interpretaba de Mari, una madre egoísta, capaz de explotar las cualidades como cantante de su hija y que se pasaba el día alcohilizada. Su trabajo fue recompensada con  candidaturas a los Globos de Oro, a los Oscar y los BAFTA que acabaron en las manos, respectivas, de Lynn Redgrave y Judi Dench.
Al año siguiente cambió de registro en RKO 281, donde hizo un despiadado retrato de Louella Parsons, una columnista de Los Ángeles, decidida a truncar la carrera de los artistas -entre ellos Orson Welles- para atajar el izquierdismo que anidaba en Hollywood.
En 2000, obtuvo uno de sus mayores éxitos comerciales con El jardín de la alegría, en la que interpretaba a una viuda que tras el fallecimiento de su marido reemprendía su vida... plantando marihuana, y distribuyéndola entre los habitantes del pueblo.
En 2001, formó parte del reparto de la miniserie sobre la niña judía, Ana Frank, en Anne Frank: The Whole Story. Hacía el papel de Auguste van Pels, una de las personas escondidas junto con la joven. Hay una escena donde tras llegar al campo de concentración a las mujeres se les corta el cabello, y aunque para su personaje no era imprescindible, Blethyn decidió hacerlo porque lo vio necesario para contar la historia. Obtuvo nominaciones por este papel a los Premios Emmy y los Premios Satellite.
En los años siguientes ofreció variaciones de sus papeles más característicos en cintas como Funerarias S.A. o Sonny, debut en la realización de Nicolas Cage. Una parte importante de la crítica puso reparos a su histrionismo.
En 2005 revivió los laureles perdidos con una candidatura al BAFTA por Orgullo y prejuicio, en la que interpretó a la señora Bennet, una mujer vulgar sin modales empeñada en casar a sus cinco hijas, aunque fuese a costa de poner en evidencia a las más refinadas de ellas, Jane y Lizzy.
Desde 2011 interpreta a Vera Stanhope en la serie de drama criminal Vera.

## Filmografía parcial
| Año  | Película                    | Director           |
| ---- | --------------------------- | ------------------ |
| 1989 | La maldición de las brujas  | Nicolas Roeg       |
| 1993 | El río de la vida           | Robert Redford     |
| 1996 | Secretos y mentiras         | Mike Leigh         |
| 1997 | La noche de las chicas      |                    |
| 1998 | Con los ojos del corazón    | Charlie Peters     |
| 1998 | Little Voice                | Mark Herman        |
| 1999 | RKO 281                     |                    |
| 2000 | Daddy and Them              | Billy Bob Thornton |
| 2000 | El jardín de la alegría     | Nigel              |
| 2001 | Anne Frank: The Whole Story | Robert Dornhelm    |
| 2002 | Funerarias S.A.             |                    |
| 2003 | Sonny                       | Nicolas Cage       |
| 2004 | Beyond The Sea              | Kevin Spacey       |
| 2005 | Orgullo y prejuicio         | Joe Wright         |
| 2006 | Pushers Needed              |                    |
| 2007 | Atonement                   | Joe Wright         |
| 2009 | London River                | Rachid Bouchareb   |
| 2013 | Mary and Martha             | Phillip Noyce      |

## Premios y distinciones
Premios Óscar
| Año  | Categoría               | Película            | Resultado |
| ---- | ----------------------- | ------------------- | --------- |
| 1997 | Mejor Actriz            | Secretos y mentiras | Candidata |
| 1999 | Mejor Actriz de Reparto | Little Voice        | Candidata |

Globos de Oro
| Año  | Categoría                        | Película                | Resultado |
| ---- | -------------------------------- | ----------------------- | --------- |
| 2000 | Mejor Actriz - Comedia o musical | El jardín de la alegría | Candidata |
| 1998 | Mejor Actriz de Reparto          | Little Voice            | Candidata |
| 1996 | Mejor Actriz - Drama             | Secretos y mentiras     | Ganadora  |

Premios BAFTA
| Año  | Categoría               | Película            | Resultado |
| ---- | ----------------------- | ------------------- | --------- |
| 2005 | Mejor Actriz de Reparto | Orgullo y prejuicio | Candidata |
| 1998 | Mejor Actriz de Reparto | Little Voice        | Candidata |
| 1996 | Mejor Actriz            | Secretos y mentiras | Ganadora  |

Premios del Sindicato de Actores
| Año  | Categoría               | Película            | Resultado |
| ---- | ----------------------- | ------------------- | --------- |
| 1998 | Mejor Actriz de Reparto | Little Voice        | Candidata |
| 1996 | Mejor Actriz            | Secretos y mentiras | Candidata |

Festival Internacional de Cine de Cannes
| Año  | Categoría    | Película            | Resultado |
| ---- | ------------ | ------------------- | --------- |
| 1996 | Mejor Actriz | Secretos y mentiras | Ganadora  |

Premios Satellite
| Año  | Categoría                          | Película                | Resultado |
| ---- | ---------------------------------- | ----------------------- | --------- |
| 2000 | Mejor actriz de comedia            | El jardín de la alegría | Candidata |
| 1998 | Mejor actriz de reparto de comedia | Little Voice            | Candidata |
| 1996 | Mejor actriz de drama              | Secretos y mentiras     | Ganadora  |